# أيتور بلانكو
أيتور بلانكو (بالإسبانية: Aitor Blanco)‏ (21 فبراير 1977 بفيتوريا-غاستيز في إسبانيا - ) هو لاعب كرة قدم إسباني في مركز الدفاع. لعب مع أوريرا فيتوريا ونادي أموريبايتا ونادي ميرانديس وLogroñés CF ‏ وUD Lanzarote ‏ ونادي بالنثيا ‏.

## روابط خارجية
- أيتور بلانكو على موقع قاعدة بيانات كرة القدم.إي يو (الإنجليزية)
- أيتور بلانكو على موقع Soccerway.com (الإنجليزية)
- أيتور بلانكو على موقع AS.com (الإسبانية)